# چهارسوق (قوچان)
'چهارسوق، روستایی است از توابع بخش مرکزی شهرستان قوچان در استان خراسان رضوی ایران .سکنه روستا ترک خراسان هستند با پسوند فامیلی کلاته چهارسوق روستای چهارسوق دشت های زیبا و متعددی قرار دارند که بسیاری از گیاهان دارویی در انجا رشد میکند و زیبایی این روستا به دشت های خیره کننده ان میباشد .همچنین به روستای دونغوذ معروف است و دلیل آن داشتن خوک های بزرگ و ترسناک است که اهالی چهارسوق همیشه از این دونغوذ ها مینالند که نخود های انها و محصولات کشاورزی هیچ وقت در امان نیست .همچنین افرادی از کلاته پیششوک به چهارسوق حمله میبرند و بسیاری از باغات را از جمله باغ مسلم اخوان را مورد تخریب قرار میدهند . چهارسوق دارای شهدای زیادی میباشد که بزرگترین افتخار این روستا شهید یدالله اخوان میباشد . حمام تاریخی این روستا که توسط بزرگ خاندان باقری ساخته شده است و ملک ان برای تمامی اهالی روستا میباشد توسط ابراهیم چکنه تخریب و غارت گردید که انشالله به زودی شکایت ها از ایشان صورت خواهد گرفت.جناب مهدی لطفا مطالب را تغییر نده وگرنه به زودی مورد تجاوز خواهی گرفت .چهارسوق همچنین زادگاه جهان پهلوان رضا حسن آبادی نیز می‌باشد که در مبارزه با دونغوذ ها دچار آسیب دیدگی شد پی نیز همچنین سابقه به خاک مالیدن جواد محجوب را در کارنامه دارد.
در سالیان دور نقل شده از پدر بزرگ ها و مادر بزرگ ها در جلگه چارسوق همیشه حضور جن پررنگ بوده و چنان ترسی در اهالی ایجاد میکرده که معمولا شب ها و تنهایی برای انان بسیار دشوار بوده است .
بسیاری از اهالی چهارسوق اهل علم و ذهن پویایی میباشند که میتوان از جمله این نخبه هارا در خانواده های اخوان و صابری و باقری دید.
از جمله مشاهیر خانواده های اخوان ابیات زیر میباشد .  
سور و سات عشق را برپا کنید                     . عاشق و معشوق را سرپا کنید 

لحظه ای از عاشقی غافل مشو                      . گر به عشق مجنون شدی عاقل مشو

این همه دیوانگی از عاشقی ست                    . عاشقی خود معنی دیوانگیست 

حیف عاشق اخرش حسرت کشد                       .   این که حسرت دارد از فطرت کشد

اخر هر عاشقی تنهاییست                       .  عاشقی بر پایه ی رسوایی است 

مرد گر عاشق شود جان میدهد                    .  چشم و روح خود چه ارزان میدهد

بی خودی در خلوتش فریاد ها                   .    میکشد هردم زجانش خارها

بغض هردم جانشین گریه است                    .   جای مردان همچنان حاشیه است 

هردم این خلوت نثارش غم شود                .     دل فسرده غرق در ماتم شود 

میزند هر دم در این ره دست و پا            .  میکشد مرداب او را سر زپا 

آه افسوس از غم دلدادگی                    . کین سرانجامش رسد افسردگی 

سنگ خارا کوه تور و اژدها                 .      دیو ارژنگ و سپید افتاده پا 

هفت خان رستم از مردانگیست               .   راه عاشق پیشگان افتادگیست 

مرد را هرگز نیامد تشنگی                . کشت عشق اورا در این افسردگی 

نیش مار و زهر عقرب بهتر است             . درد زخم باز از این کمتر است 
خون دل باید خورد هر روز باز           .  این چنین عاشق شود دل سوز باز

## جمعیت
این روستا در دهستان دوغائی قرار داشته و بر اساس سرشماری سال ۱۳۸۵ جمعیت آن ۱۶ نفر (۷ خانوار)+
مهدی اخوان و خانواده ۱۹ نفر میباشد.